# 酒匂川

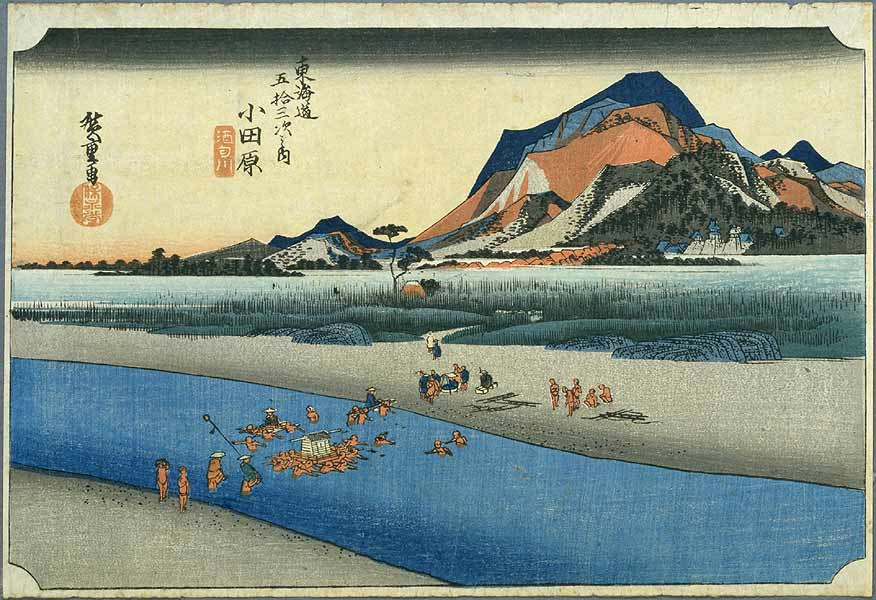
歌川廣重

酒匂川（日语：／）是流經日本靜岡縣和神奈川縣的河流。在靜岡縣內又稱鮎澤川（日语：／）。

## 特色
酒匂川源自於富士山東麓與丹澤山地西南部，與JR東海御殿場線、東名高速道路並行穿越丹澤山地與箱根山之間，接著沿足柄平野南下至小田原市注入相模灣。
在富士山山麓的上游，水流平緩，沒有一般河川上游常見的湍急。不過，在中上游的小山町至山北町一帶可見深谷巨岩，反而展現了溪流的意象。下游的足柄平野一帶河面寬廣，周邊多水田與住宅地。

## 流經自治體
- 靜岡縣 - 御殿場市、小山町
- 神奈川縣 - 山北町、開成町、南足柄市、松田町、大井町、小田原市

## 主要支流
- 川音川（日语：川音川） - 四十八瀨川（日语：四十八瀬川）、中津川（松田町內）
- 狩川（日语：狩川）
南足柄市內，源自箱根山北側的河川。經足柄平野西部至小田原市與酒匂川匯合。
- 內川
- 河內川 - 丹澤湖（日语：丹沢湖） - 中川川（日语：中川川）、玄倉川、世附川
源自丹澤山區的玄倉川等河川注入丹澤湖，接著從丹澤湖流出的河內川至山北町與鮎澤川匯合。
- 須川
- 馬伏川
- 富士山山麓御殿場市河川群
- 下菊川

## 主要鐵道、道路
- 鐵道
  - JR東海御殿場線、小田急小田原線、JR東海東海道新幹線、JR東日本東海道本線、東海道貨物線
- 道路
  - 東名高速道路、國道1號、國道246號
  - 南足柄市至小田原市的河川右岸設有酒匂川自行車道。

## 周邊設施
- 陸上自衛隊東富士演習場（日语：東富士演習場）
- 茱萸木近隣公園（山北町）
- 松田町酒匂川町民親水廣場（松田町）
- 開成水邊運動公園（開成町）

## 水災

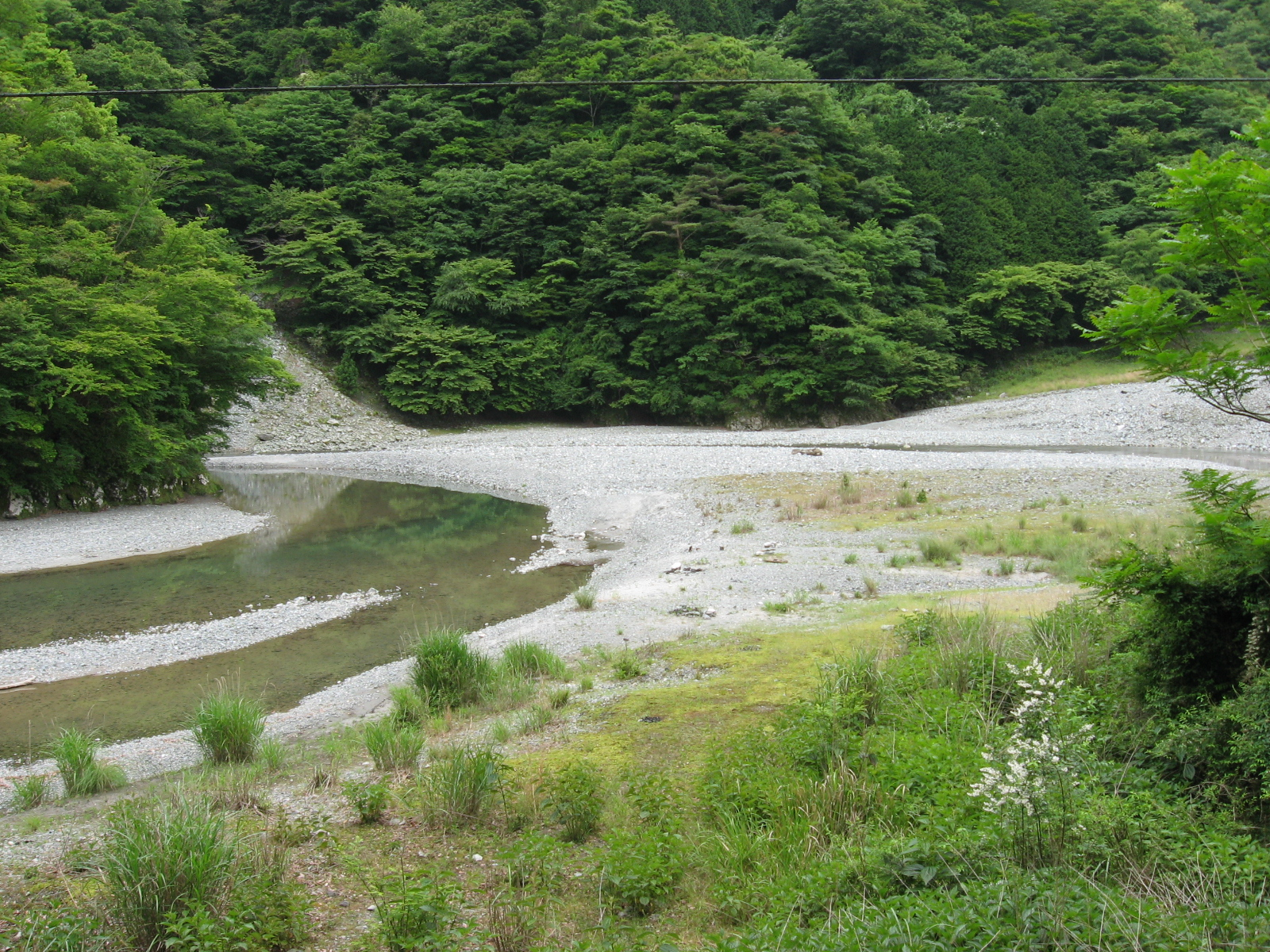
玄倉川水難事故發生現場

- 1707年（寶永4年）富士山寶永大噴火，酒匂川流域降下大量火山灰，使得下游長年苦於泥流困擾。噴火隔年的舊曆6月21日（8月7日）開始的豪雨引發大規模土石流，造成大口堤決堤，泥流蔓延於足柄平野。1787年出生於酒匂川流域的二宮尊德在童年時代一直在對抗酒匂川洪水。
- 1999年8月19日，支流的玄倉川流域因水壩洩洪造成露營民眾13人死亡（玄倉川水難事故）。
- 2006年8月17日，上游的靜岡縣御殿場市與小山町發生局部豪雨。造成鮎澤川水位急升，下游25名釣客困於沙州。最終兩人死亡。
- 2007年9月7日，颱風9號通過神奈川縣西部，松田町十文字橋遭沖毀。翌年12月22日修復。
- 2010年9月8日，颱風9號為小山町與山北町帶來豪雨，位於小山町的酒匂川支流須川潰堤，造成多棟房屋淹水、道路崩落。丹澤湖24小時降雨量達495mm，小田原市24小時降雨量達238.5mm。
- 2019年10月11日至13日，受到令和元年東日本颱風（颱風19號）影響，72小時降雨量達240mm，創下10月新記錄。

## 相關文獻
- 宇佐美ミサ子. . 交通史研究 (交通史学会). 1981, 6: 41–62. doi:10.20712/kotsushi.6.0_41.

## 外部連結
- . kotobank （日语）.